# Peter Nawroth
Peter Paul Nawroth (* 27. Oktober 1954 in Virum, Dänemark) ist ein deutscher Mediziner und Hochschullehrer am Universitätsklinikum Heidelberg der Ruprecht-Karls-Universität Heidelberg.

## Leben und Wirken
Nawroth studierte ab 1974 Humanmedizin an der Universität Hamburg. 1980 schloss er sein Studium ab und wurde von der Universität Hamburg mit der Arbeit Stimulation der Noradrenalin-Freisetzung aus peripheren sympathischen Nerven durch Ca2+-Ionen [Ca-Ionen] und Einfluss von Verapamil auf die Ca2+-abhängige [Ca-abhängige] Noradrenalin-Freisetzung zum Dr. med. promoviert. Anschließend war er am Universitätsklinikum Tübingen in der Abteilung für Innere Medizin, Unterabteilung für Gastroenterologie, als wissenschaftlicher Angestellter tätig. Von 1982 bis 1987 arbeitete er als Postdoc in den USA, zunächst bis 1985 an der Columbia University und anschließend bei der Oklahoma Medical Research Foundation. Nach seiner Rückkehr nach Deutschland war Nawroth am Universitätsklinikum Heidelberg in der Abteilung für Endokrinologie und Stoffwechsel, Sektion für Nephrologie tätig und ließ sich dort zum Facharzt für Innere Medizin ausbilden. Diese Ausbildung schloss er 1991 ab und wurde 1992 in Heidelberg zum Oberarzt ernannt. Im selben Jahr habilitierte er sich und erhielt die Venia legendi für Innere Medizin. 1995 und 1996 absolvierte Nawroth Weiterbildungen in Angiologie sowie in Endokrinologie und Diabetologie und später Labormedizin. Er erhielt ein Heisenberg-Stipendium und eine Schilling-Professur.
Nawroth nahm 1999 einen Ruf der Universität Tübingen auf eine C3-Professur an und wurde Leiter der Sektion „Vaskuläre Medizin“. 2001 wechselte er an die Universität Heidelberg, wo er bis 2021 eine C4-Professur innehatte und Direktor der Abteilung Innere Medizin I und Klinische Chemie am Universitätsklinikum Heidelberg war. Am 15. September 2004 wurde Peter Paul Nawroth in der Sektion Innere Medizin und Dermatologie unter der Matrikel-Nr. 6979 zum Mitglied der Deutschen Akademie der Naturforscher Leopoldina gewählt. 2007 wurde Nawroth stellvertretender leitender Ärztlicher Direktor des Heidelberger Klinikumsvorstandes, von 2011 bis 2012 war er kommissarischer Vorstandsvorsitzender und Leitender Ärztlicher Direktor. 2010 wurde ihm von der Universität Riga die Ehrendoktorwürde verliehen, 2018 der Camillo Golgi Preis der Europäischen Diabetesgesellschaft, 2022 erhielt Nawroth die Paul-Langerhans-Medaille der Deutschen Diabetes Gesellschaft. 2016–2021 war Nawroth Division Head des Joint Heidelberg-IDC Translational Diabetes Program, Helmholtz Zentrum, München.
Nawroths Forschungsschwerpunkte liegen vor allem im Bereich der Stoffwechselerkrankungen und den Mechanismen chronischer Erkrankungen. Dazu zählen vor allem diabetische Spätschäden (er leitete einen DFG Sonderforschungsbereich zu dem Thema), aber auch Mechanismen des Alterungsprozesses.
Seit 2021 ist er auch schriftstellerisch tätig.